# 梁虔
梁虔（？—？），三國時期人物，先仕魏後仕蜀，官至蜀漢大長秋。

## 生平
建興六年（228年）諸葛亮出兵祁山，姜維及功曹梁緒、主簿尹賞、主記梁虔等正與天水太守馬遵同行，馬遵聽到漢軍將至，諸縣響應，於是懷疑姜維等人皆有異心，遂連夜逃走。姜維等人察覺馬遵已逃，想回去，但城門已關閉。去冀城，也被拒門外，於是梁虔與姜維、尹賞、梁緒一同降漢。

## 演義紀載
梁緒弟、原曹魏上邽守將，接受其兄招降歸蜀漢。